# 免鳥長山古墳
免鳥長山古墳（日语：／ Mendorinagayamakofun）是位於日本福井縣福井市免鳥町的一座扇貝形古墳，特徵是建有兩個造出，2008年3月28日指定為日本國史跡。

## 概要
古墳建於離越前海岸約900處的小型叢山上，全長90米，後圓部直徑78米，前方部分長12米，東西各建有一個造出。後圓部分為兩層，斜面鋪上鵝卵石（葺石，墳丘平坦處則有埴輪。古墳估計建於5世紀，為古墳時代中期北陸地方古墳中規模最大的。
後圓部分的墓室雖然曾經被盜墓，但是仍然在盜墓用坑道中發現了刻有鋸齒紋和同心圓紋浮彫的笏谷石製舟形石棺碎片、環頭形石製品、鍬形石、車輪石、鏃形石製品等陪葬品。由越前地域的大型首長墓在古墳時代前期後半至中期均採用笏谷石製的刳拔式石棺，因此推測古墳也是越前其中一座大型首長墓。
除了此古墳外，其他古墳時代前期後半至中期的越前大型首長墓均建於相距於20公里以外，九頭龍川中流福井平原東面的松岡、丸岡地域。鑑於只有此古墳建於海岸附近，對於理解當時越前地域的政治和社会狀況來說尤其重要。
古墳所屬的免鳥古墳群，總共有5座古墳，其中1至4號墳均是圓墳，分別直徑為10米、14.2米、10米和28米。其中，2號墳的橫穴式石室自古便有露出的地方，當地住民稱其為「海賊的岩屋」。5號墳則是免鳥長山古墳，其規模是福井市內最大的い。

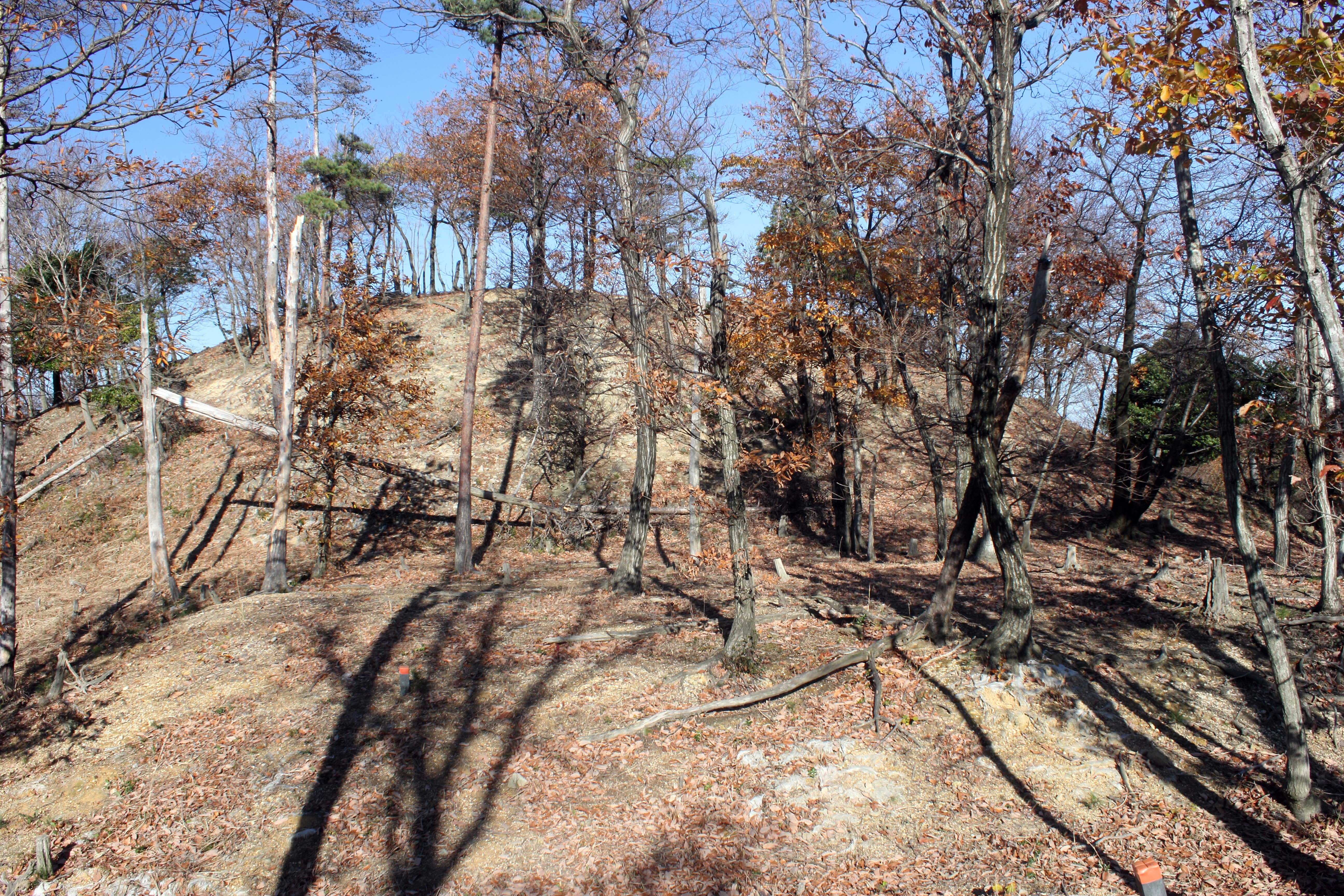
免鳥長山古墳 從前方部分望向墳丘
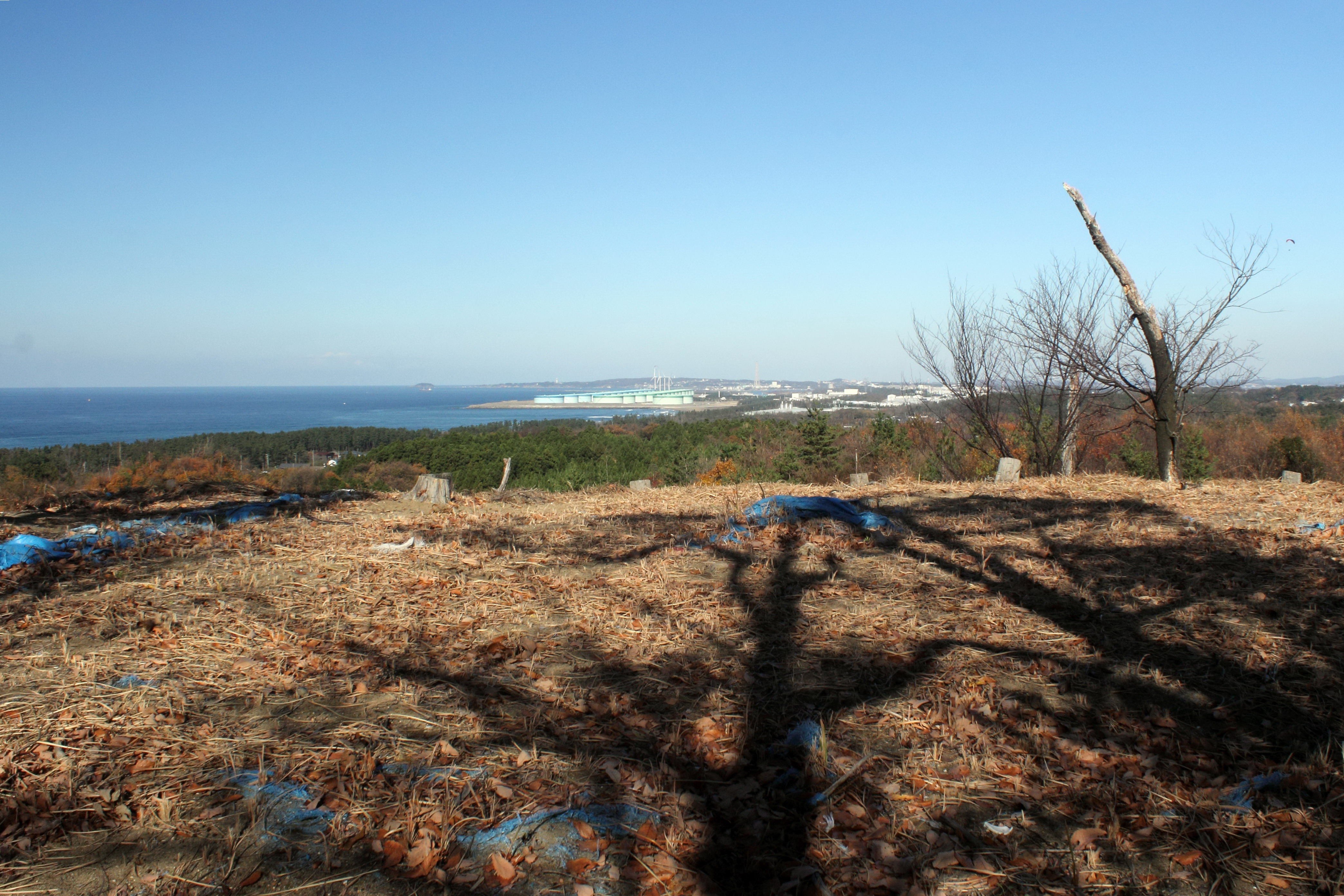
免鳥長山古墳 從墳丘頂部望出去的風景